# Guasca
Guasca – miasto w Kolumbii, w departamencie Cundinamarca.